# Sankt Martin am Wöllmißberg
Sankt Martin am Wöllmißberg är en ort och kommun i  distriktet Voitsberg i förbundslandet Steiermark i Österrike.
Kommunen består av tre orter (Ortschaften) (inom parentes invånarantal 1 januari 2024):
- Großwöllmiß (190)
- Kleinwöllmiß (308)
- Sankt Martin am Wöllmißberg (292)